# Tahar Hmila
Tahar Hmila (arabe : الطاهر هميلة), né le 25 juillet 1938 à Sousse et mort le 22 septembre 2017 dans la même ville, est un homme politique tunisien.
En tant que doyen, il préside la première séance plénière de l'Assemblée constituante en 2011.

## Biographie
Tahar Hmila entame sa scolarité à l'école franco-arabe de M'saken, puis poursuit ses études au lycée de garçons à Sousse. Il intègre l'École normale des instituteurs et se spécialise en sciences de l'éducation et psychopédagogie. Il devient alors instituteur dans des écoles primaires puis secondaires, avant de devenir surveillant général vers 1970.
Il s'investit dans la lutte pour l'indépendance au côté des destouriens qu'il finit par quitter en 1958, lorsqu'il sent le régime dévier vers la dictature. En 1960, il se rapproche du mouvement Ettajdid, tout en continuant d'être actif dans le milieu syndical. Puis, en 1976, il rejoint le Mouvement des démocrates socialistes fondé par Ahmed Mestiri, dont il est tête de liste à Sousse lors des élections législatives de 1981. Il décide d'adhérer au Congrès pour la République (CPR) de Moncef Marzouki lors de sa création, en 2001.
Lors de la révolution de 2011, il participe aux manifestations qui ont lieu à Sousse. Élu le 23 octobre 2011 comme représentant de la circonscription de Sousse à l'Assemblée constituante, il est nommé le 22 novembre de la même année, date de la première séance de l'Assemblée, comme président du groupe parlementaire du CPR ; il préside cette séance inaugurale en tant que doyen d'âge.
Après la démission du président du CPR, Moncef Marzouki, qui accède à la présidence de la République, les médias annoncent qu'Abderraouf Ayadi le remplace le 13 décembre. Cependant, le 15 décembre, il est annoncé que Hmila devient secrétaire général par intérim. Finalement, le 21 décembre, le parti confirme la nomination d'Ayadi en tant que secrétaire général par intérim.
Le 23 décembre, Hmila est destitué de ses fonctions de président du groupe parlementaire à la suite de ses propos visant des membres du CPR dont Naziha Réjiba, accusés de vouloir détruire la coalition tripartite formée avec Ennahdha et Ettakatol. Le bureau politique du CPR annonce dans un communiqué signé par Ayadi que Hmila va être poursuivi pour ses déclarations, conformément aux dispositions statutaires du parti,.
Il meurt le 22 septembre 2017 à l'hôpital Sahloul de Sousse,,.

## Distinctions
En 2014, il est décoré des insignes de chevalier de l'Ordre tunisien du Mérite.